# Micrarionta feralis
Micrarionta feralis је пуж из реда Stylommatophora и фамилије Helminthoglyptidae. 

## Угроженост
Ова врста је крајње угрожена и у великој опасности од изумирања.

## Распрострањење
Сједињене Америчке Државе су једино познато природно станиште врсте.

## Станиште
Врста Micrarionta feralis има станиште на копну.